# Sergio Bonilla
Sergio Bonilla Pérez (6 maggio 1965) è un ex giocatore di calcio a 5 spagnolo.

## Carriera
Utilizzato nel ruolo di pivot, ha come massimo riconoscimento in carriera la partecipazione con la Nazionale di calcio a 5 della Spagna al FIFA Futsal World Championship 1989 dove le furie rosse sono state eliminate al primo turno nel girone comprendente Brasile, Ungheria ed Arabia Saudita.

## Palmarès
- Campionato spagnolo: 1
Maspalomas: 1993-94